# Bucanetes githagineus
Il trombettiere (Bucanetes githagineus (Lichtenstein, 1823)) è un uccello passeriforme della famiglia dei Fringillidi.

## Etimologia
Il nome scientifico della specie, githagineus, deriva da githago (nome scientifico del gittaione), cui si somma il suffisso latino -ineus.

## Descrizione

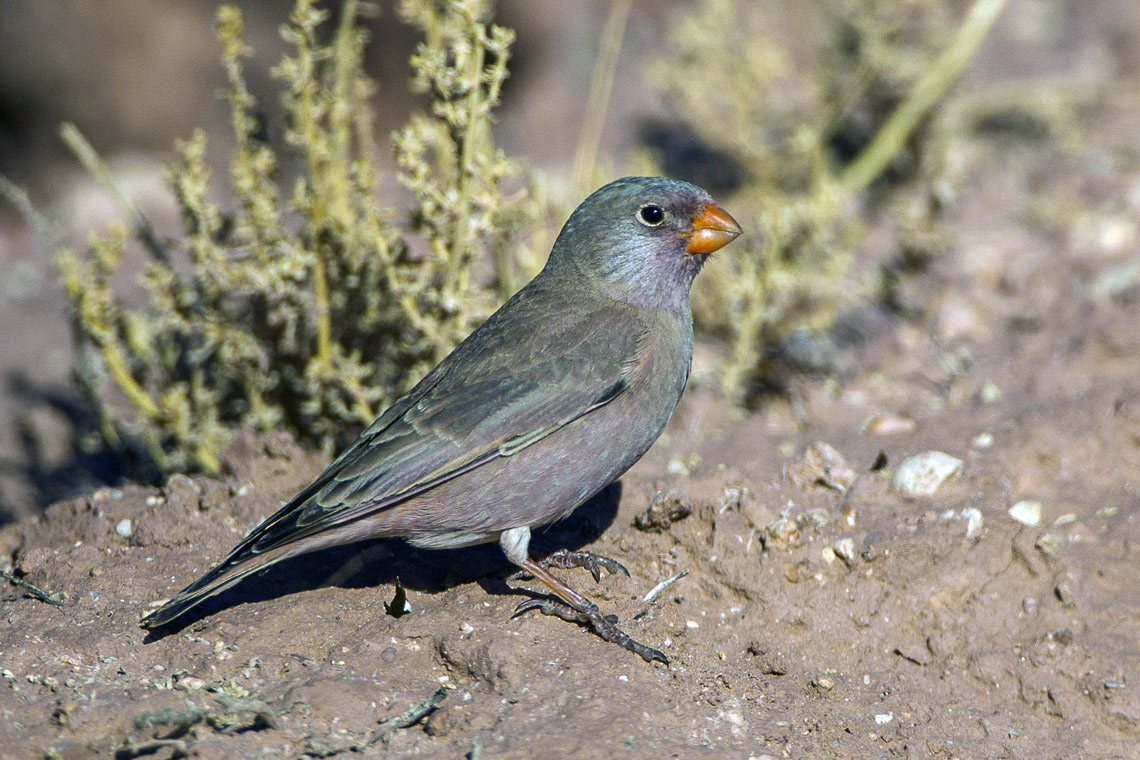
Maschio in Marocco.

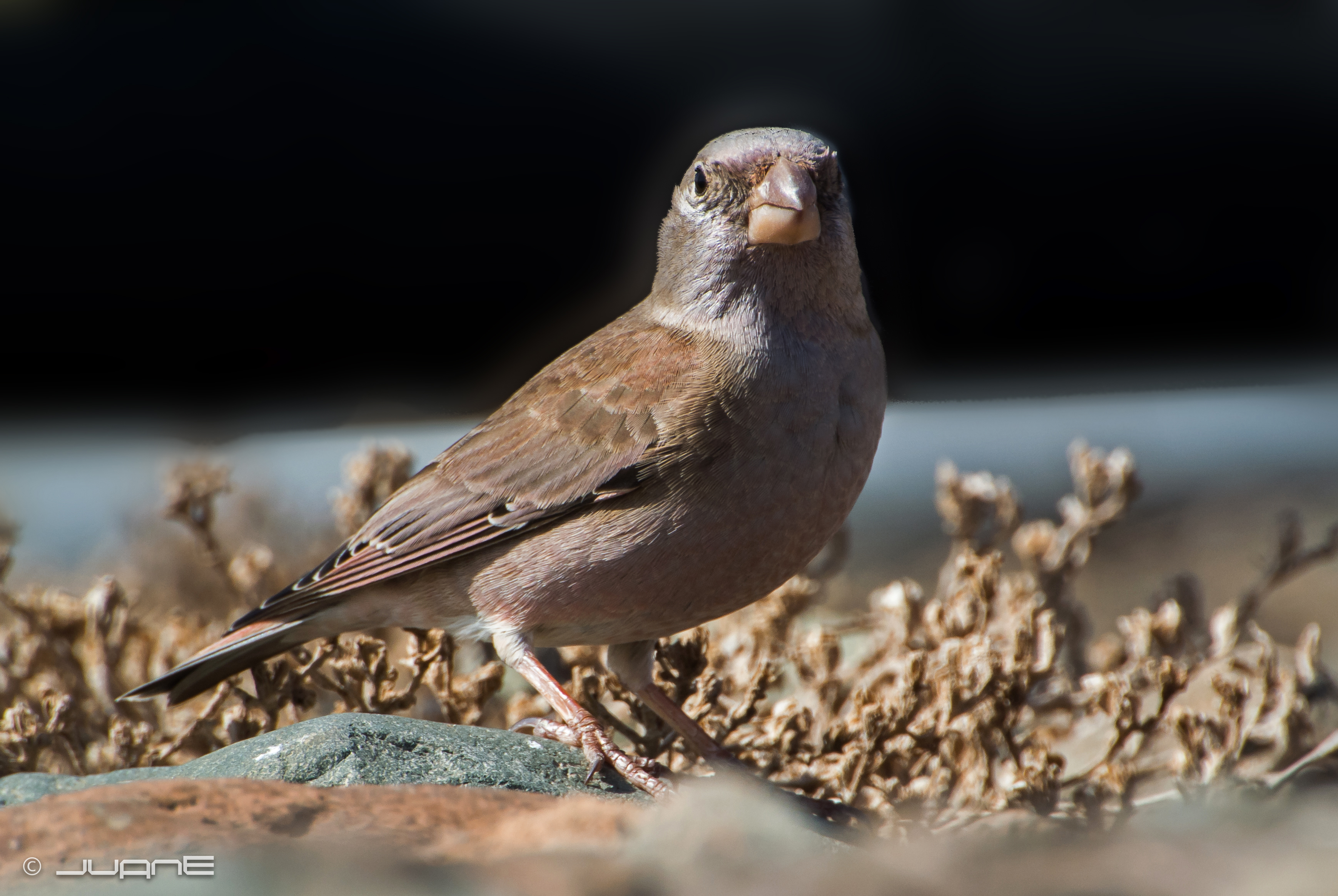
Femmina su Gran Canaria.

### Dimensioni
Misura 12,5–15 cm di lunghezza, per un peso di 16-25 g.

### Aspetto
Si tratta di uccelli dall'aspetto tipico dei fringillidi, robusto e massiccio, con testa rrotondata, becco conico corto e robusto, ali allungate.
Il piumaggio è quasi uniformemente di colore grigio-bruno, con zona cefalica più tendente al grigio cenere, sottocoda bianco e ali e coda nere: è presente dimorfismo sessuale coi maschi che presentano copritrici secondarie, codione e orli delle remiganti di colore rosa, più acceso durante il periodo riproduttivo, mentre nelle femmine tali aree sono di colore biancastro. In ambedue i sessi il becco è di colore arancio, gli occhi sono di colore bruno scuro e le zampe sono di color carnicino.

## Biologia

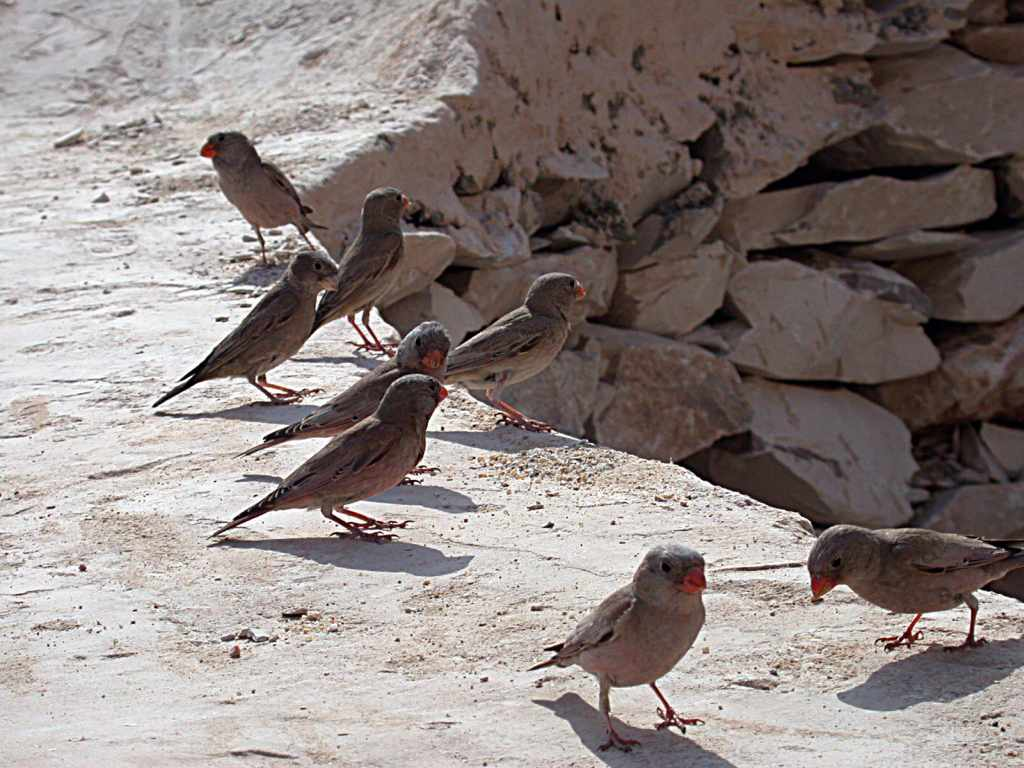
Gruppo nella Valle dei Re.

Si tratta di uccelli diurni, che vivono perlopiù da soli o in coppie, ma che possono riunirsi in gruppetti o in stormi durante l'inverno, spostandosi alla ricerca di cibo e acqua anche su vaste aree: in questa attività consiste la maggior parte della loro attività.
La voce di questi uccelli è abbastanza caratteristica, vagamente simile al suono di una trombetta, come del resto risulta facilmente intuibile dal loro nome comune.

### Alimentazione
La dieta di questi uccelli è prevalentemente granivora, basandosi su piccoli semi delle piante erbacee o cespugliose che popolano il loro habitat di diffusione: essi si nutrono però anche di boccioli, bacche, germogli ed altro materiale di origine vegetale, così come (sebbene sporadicamente) possono nutrirsi di insetti o piccoli invertebrati.

### Riproduzione

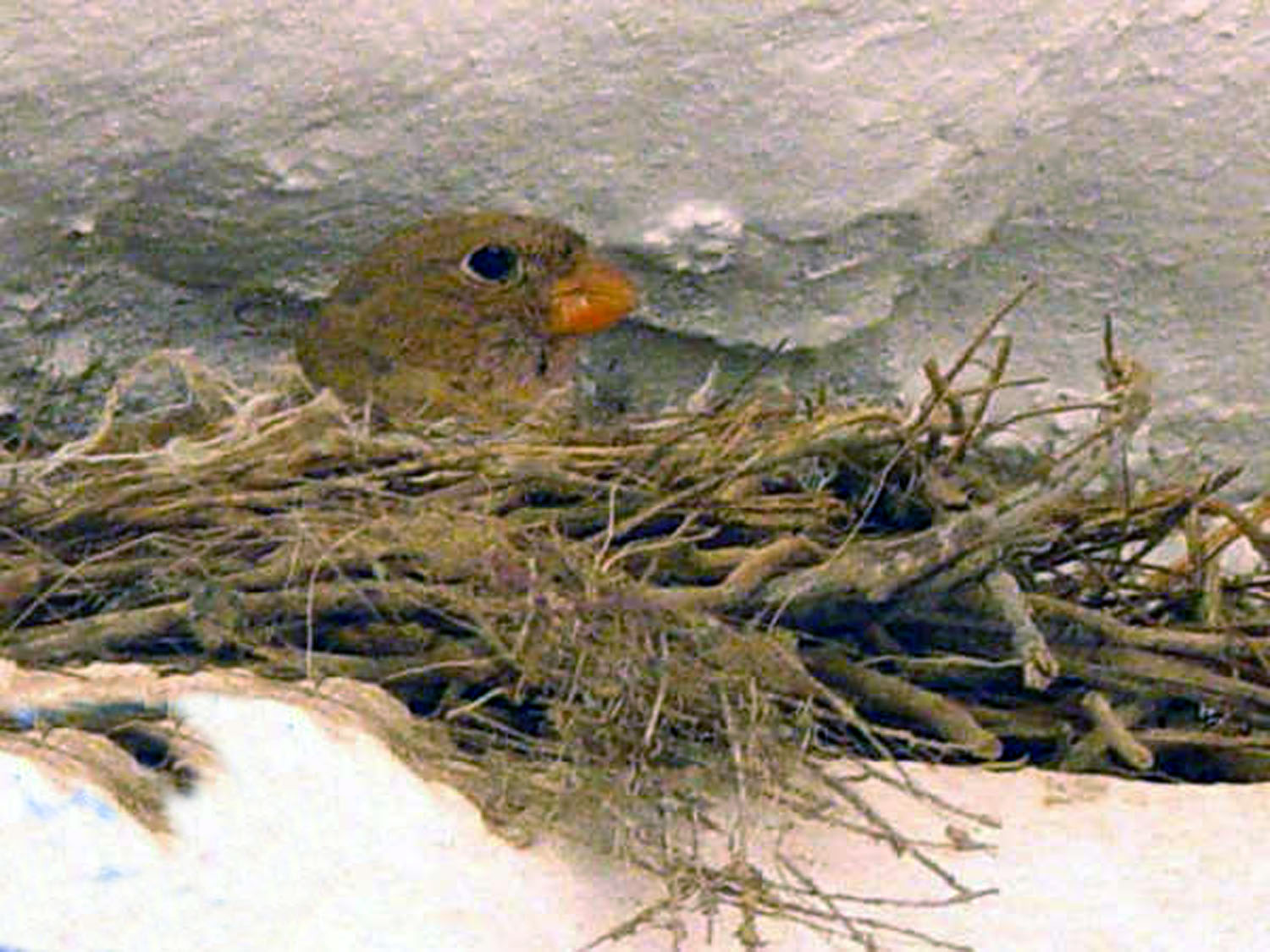
Femmina in cova.

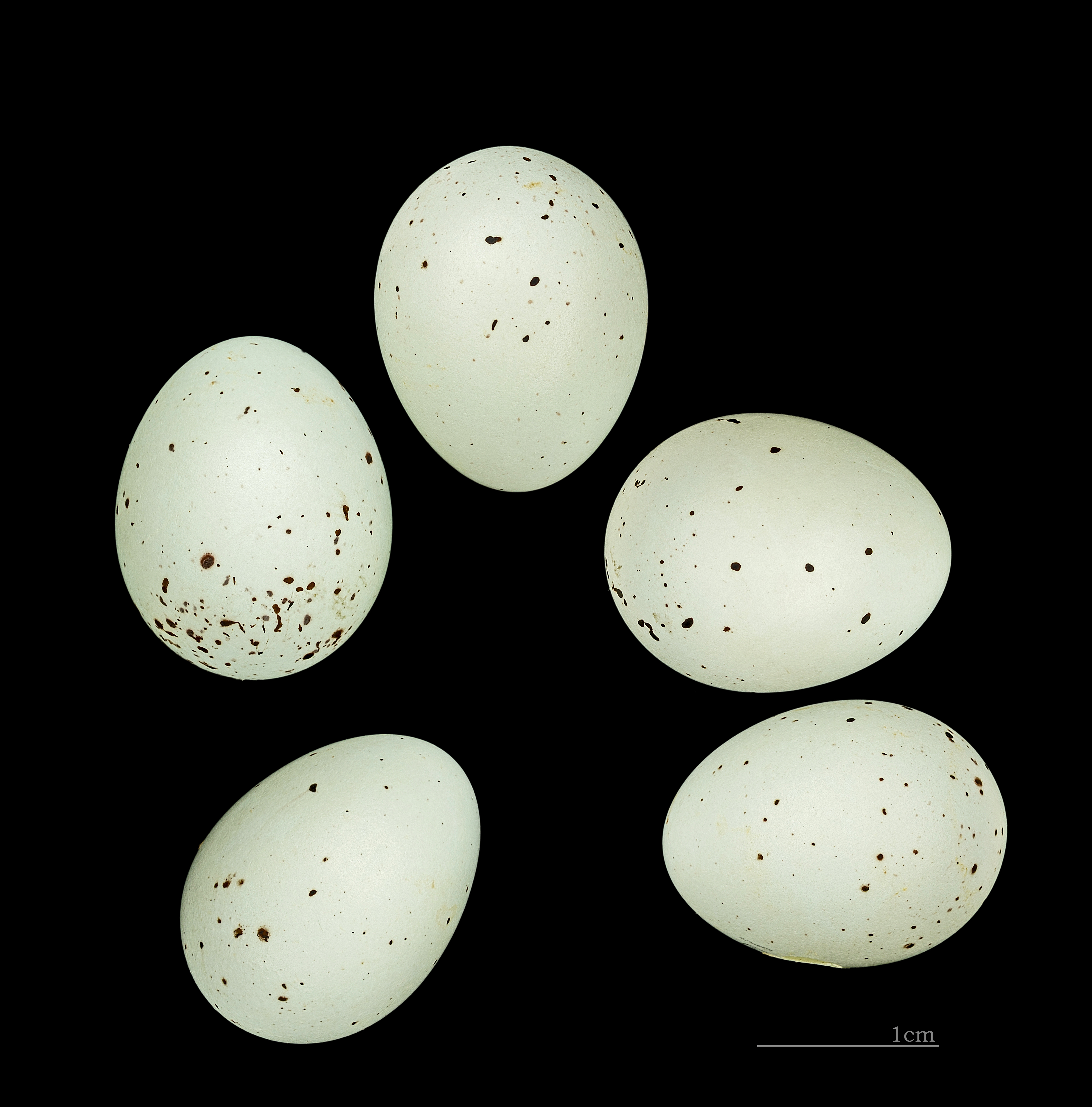
Uova al Museo di storia naturale di Tolosa.

Si tratta di uccelli rigidamente monogami, la cui stagione riproduttiva si estende da febbraio a giugno: durante questo periodo, anziché mostrare spiccata territorialità come osservabile in buona parte dei fringillidi, le coppie possono nidificare in semi-colonie, coi nidi distanziati fra loro su uno stesso territorio.
Il nido, a forma di coppa, viene costruito intrecciando fibre vegetali ed imbottendo l'interno con materiale più morbido: esso si posiziona al suolo, solitamente al riparo fra le rocce o sotto un cespuglio, e la sua costruzione è a totale carico della femmina, col maschio che staziona di guardia nei pressi. Al suo interno vengono deposte 4-6 uova, che la femmina (imbeccata dal maschio) provvede a covare per circa due settimane, al termine delle quali schiudono pulli ciechi e implumi. Essi vengono imbeccati generosamente da ambedue i genitori, che li nutrono con semi rigurgitati e piccoli insetti: in tal modo, essi sono pronti per l'involo attorno alle tre settimane di vita, sebbene tendano a rimanere ancora per qualche giorno presso il nido prima di allontanarsene definitivamente e disperdersi. Generalmente, le coppie portano avanti due covate per ciascuna stagione riproduttiva.

## Distribuzione e habitat

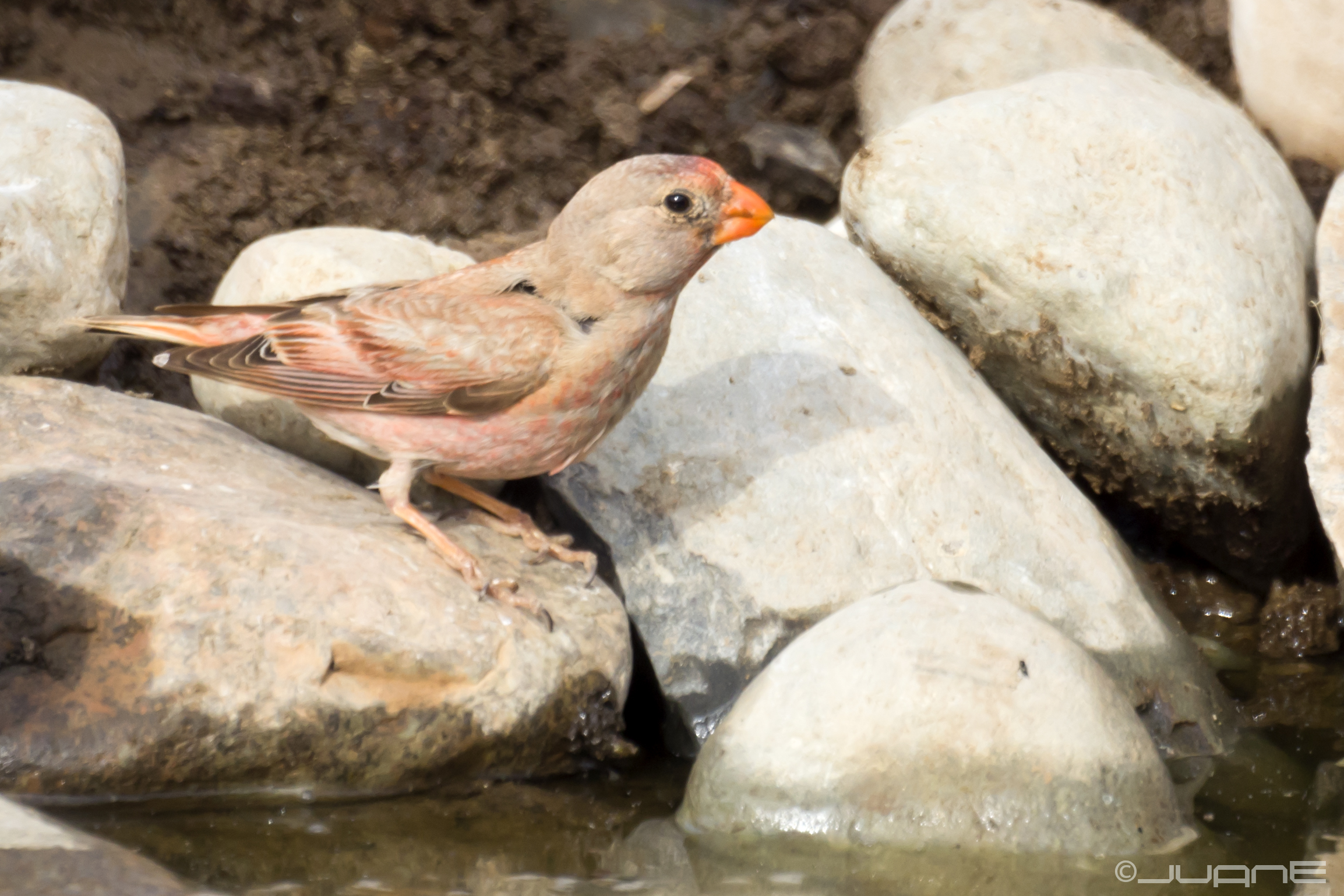
Maschio si abbevera alle Canarie.

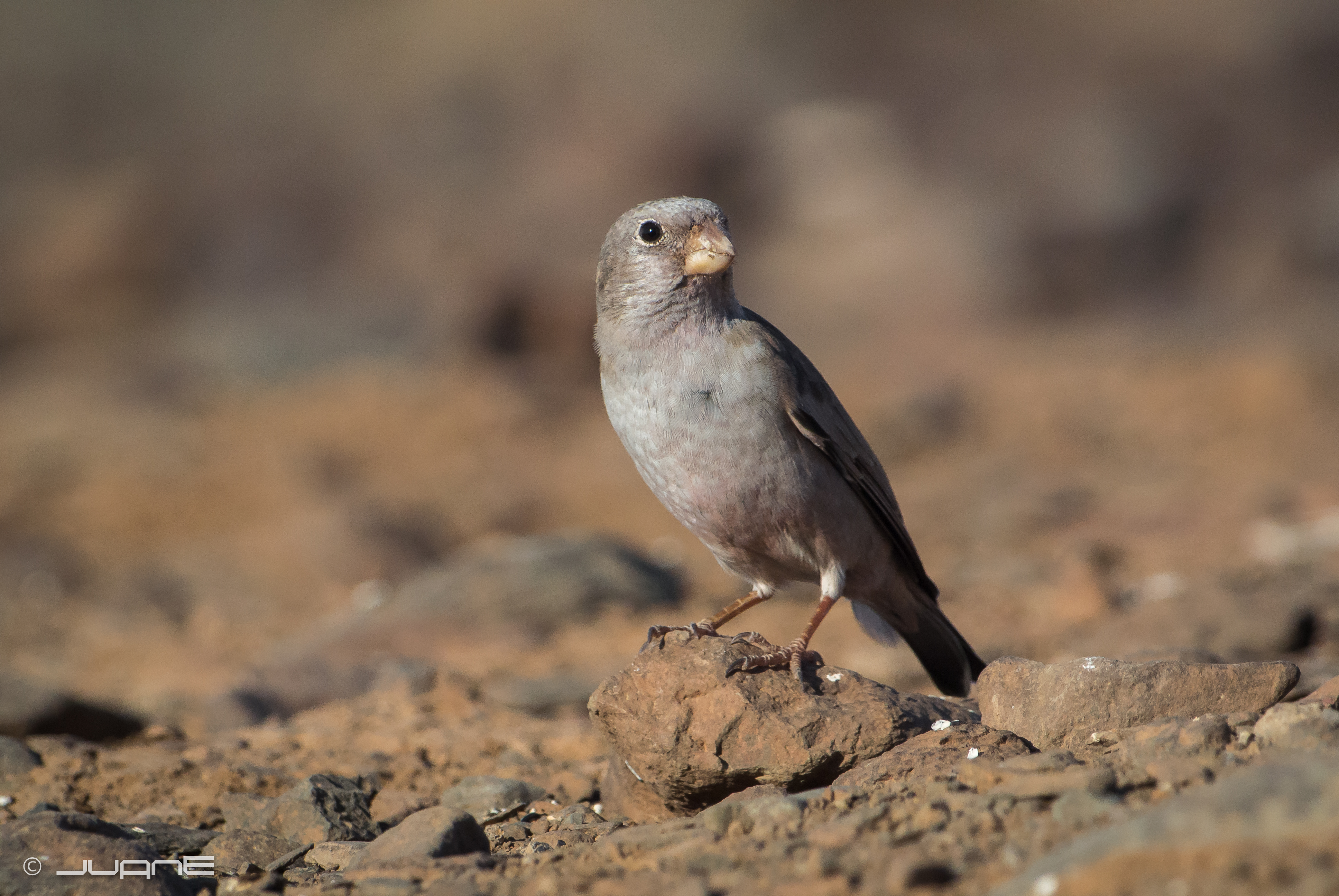
Femmina al suolo in ambiente roccioso.

Con un areale piuttosto frammentato, il trombettiere occupa ampie porzioni del Nord Africa (Sahara centrale e occidentale, Monti dell'Atlante, Tripolitania, basso corso del Nilo e coste egiziane del Mar Rosso), del Vicino Oriente (sud della penisola anatolica, Levante, penisola araba, Iran, Caucaso meridionale), dell'Asia centrale e del corso dell'Indo, giungendo fino all'India nord-occidentale (stati dell'Haryana, Punjab e Rajasthan) e contando alcune popolazioni anche in Europa (Andalusia, Canarie). Durante l'inverno, questi uccelli tendono a migrare verso sud (ciò vale in special modo per la sottospecie crassirostris, diffusa nella porzione orientale dell'areale occupato dal trombettiere), raggiungendo le aree costiere del Mar Arabico settentrionale.
L'habitat di questi uccelli è rappresentato dalle aree aride desertiche e semidesertiche, con pendii abbondanti e con presenza di vegetazione.

## Tassonomia
Se ne riconoscono quattro sottospecie:
- Bucanetes githagineus githagineus (Lichtenstein, 1823) - la sottospecie nominale, diffusa in Egitto e nel Sudan settentrionale;
- Bucanetes githagineus amantum (Hartert, 1903) - endemica delle Canarie centrali (Tenerife, Alegranza, La Graciosa, Lanzarote e Fuerteventura);
- Bucanetes githagineus zedlitzi (Neumann, 1907) - diffusa nella porzione occidentale dell'areale occupato dalla specie (Spagna meridionale, Maghreb, Sahara centro-occidentale dal Sudan nord-occidentale alla Mauritania);
- Bucanetes githagineus crassirostris (Blyth, 1847) - diffusa nella porzione orientale dell'areale occupato dalla specie (dalla Turchia sud-orientale al Sinai alla valle dell'Indo, attraverso il Levante, la penisola araba, l'Iran e il Turkestan meridionale).

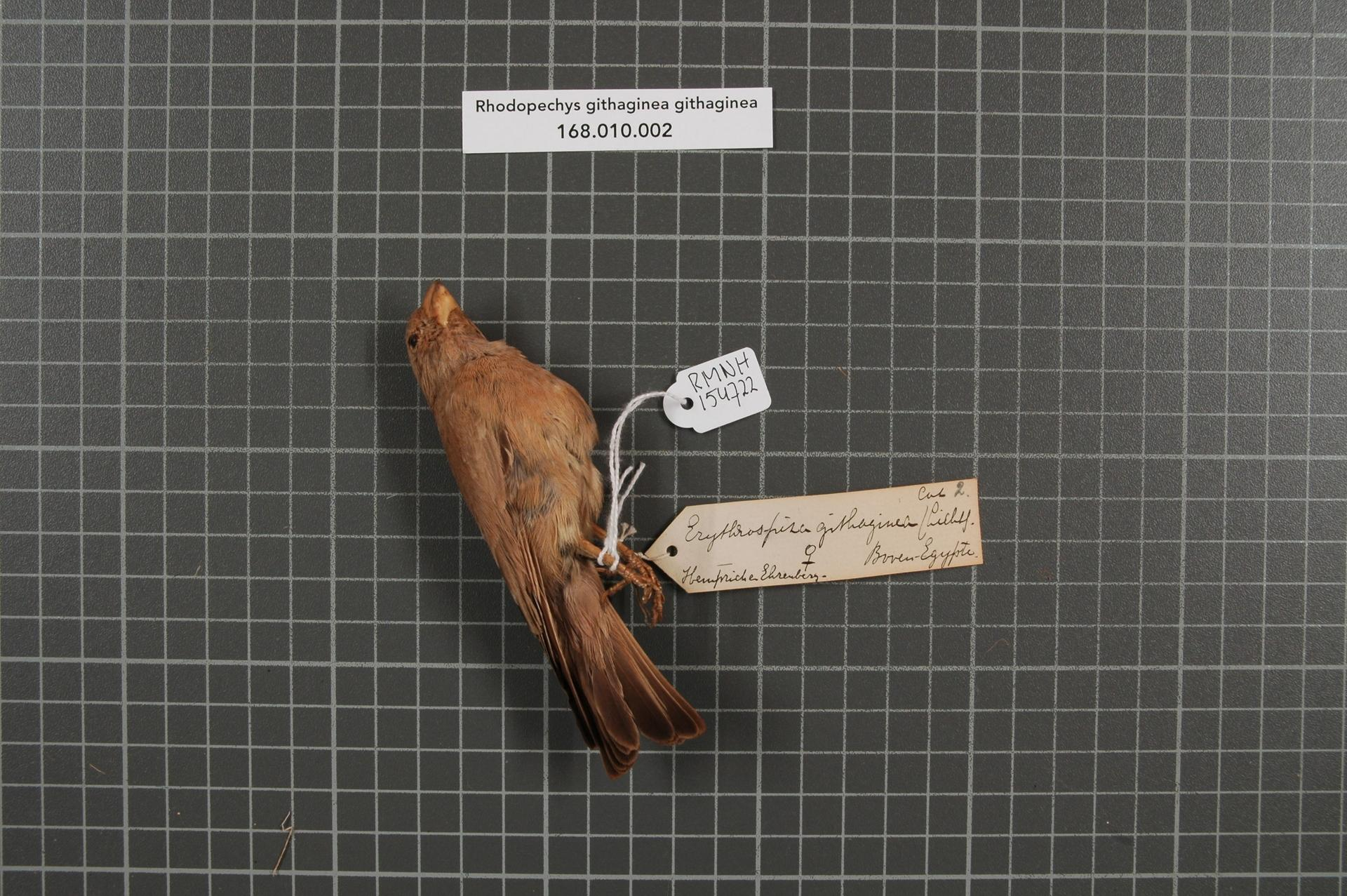
Femmina impagliata della sottospecie nominale.
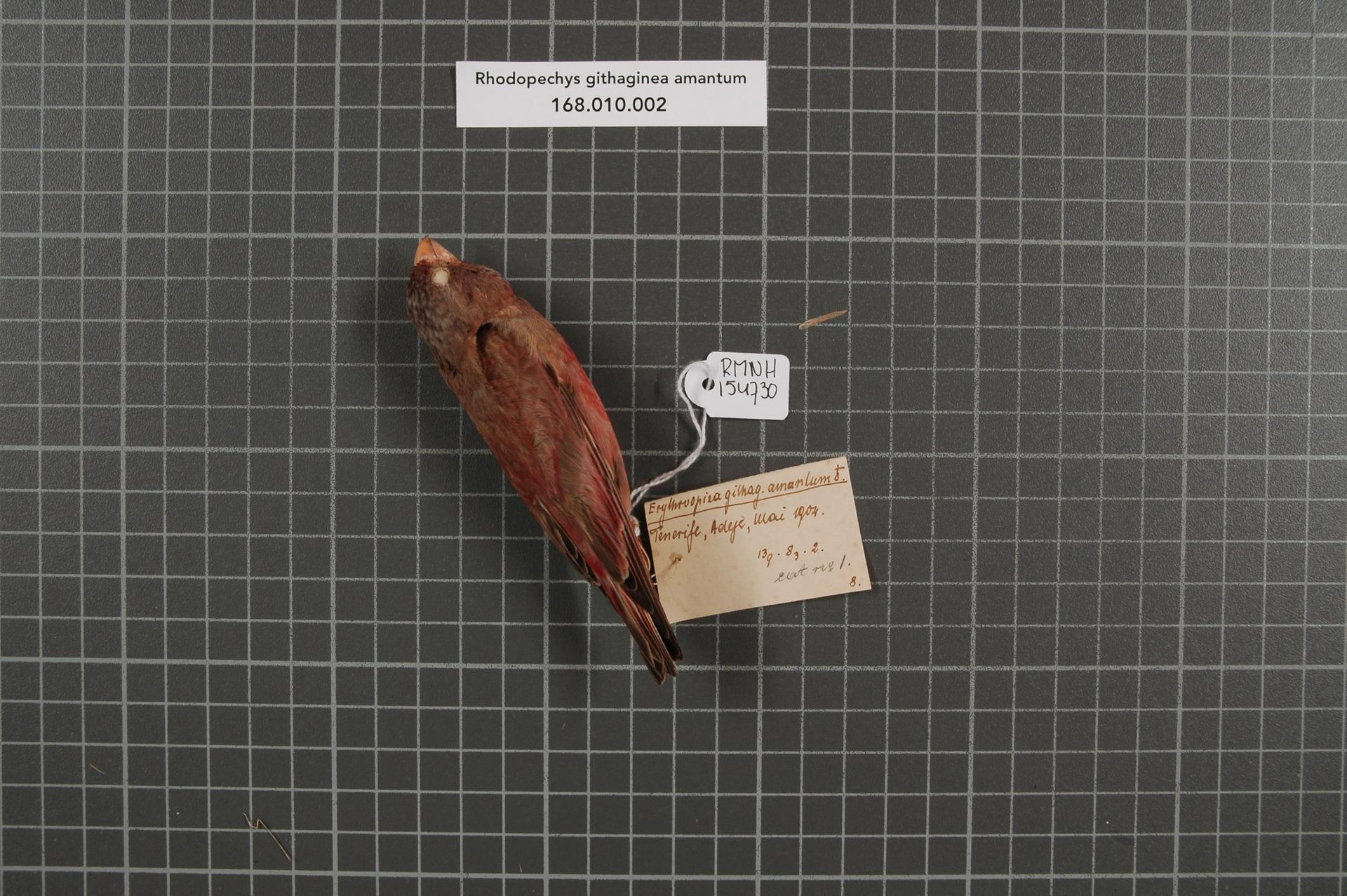
Maschio impagliato della sottospecie amantum.
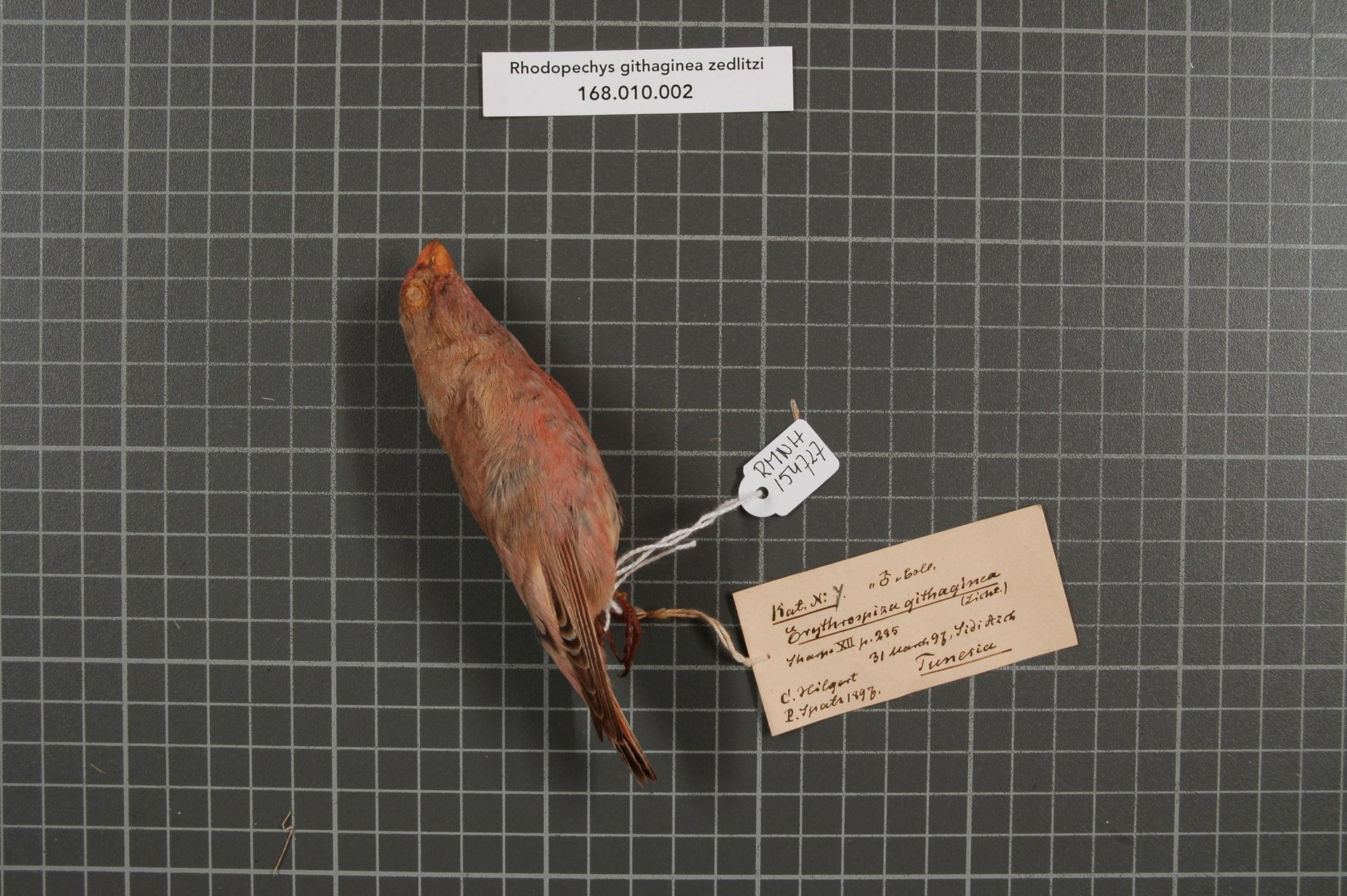
Maschio impagliato della sottospecie zedlitzi.
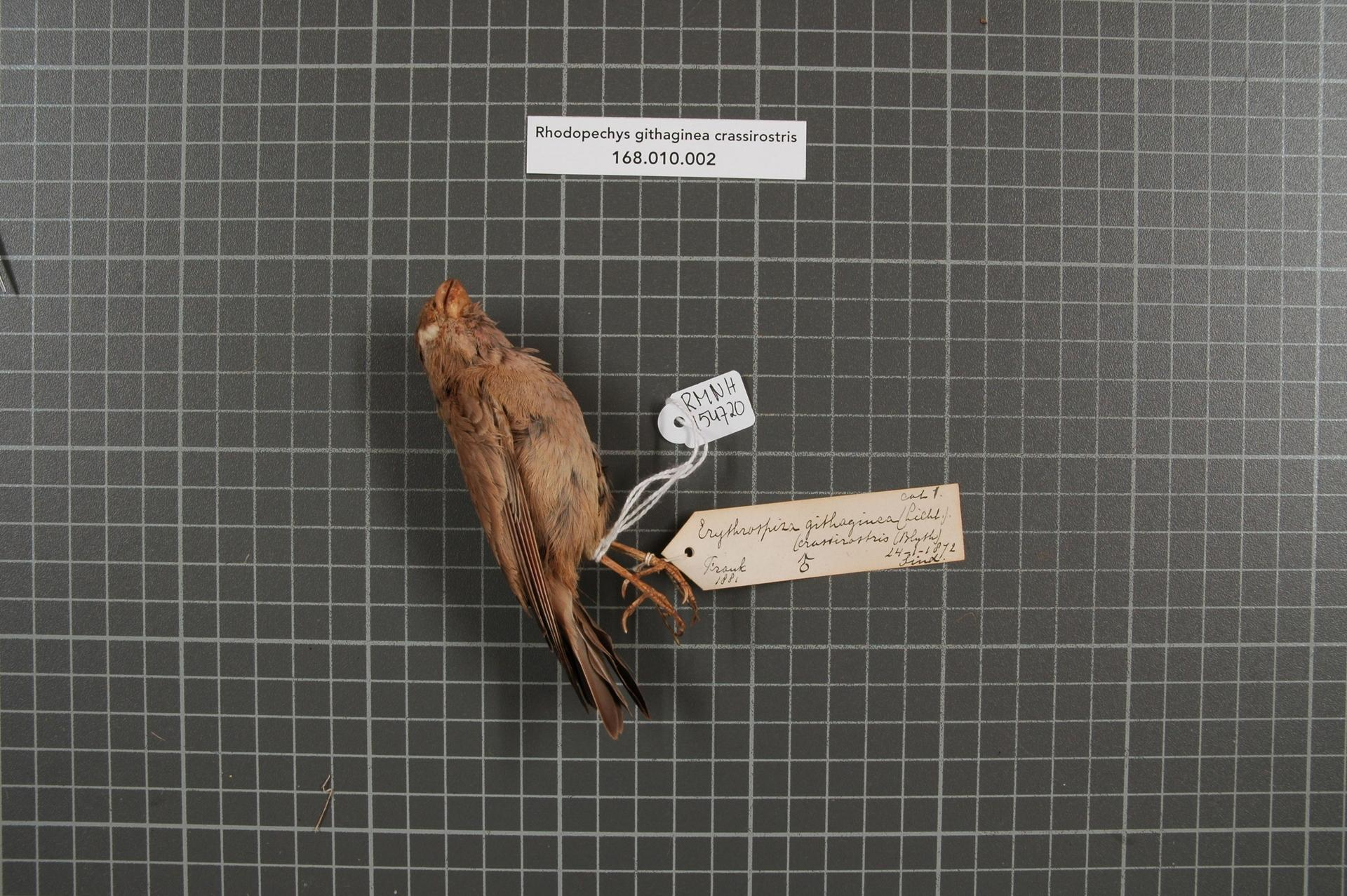
Femmina impagliata della sottospecie crassirostris.

In passato la specie veniva ascritta al genere Rhodopechys col nome di R. githagineus o R. githaginea, tuttavia attualmente si tende a ritenerne corretta l'ascrizione a un genere a parte (sebbene affine al summenzionato Rhodopechys).